# Barra inversa

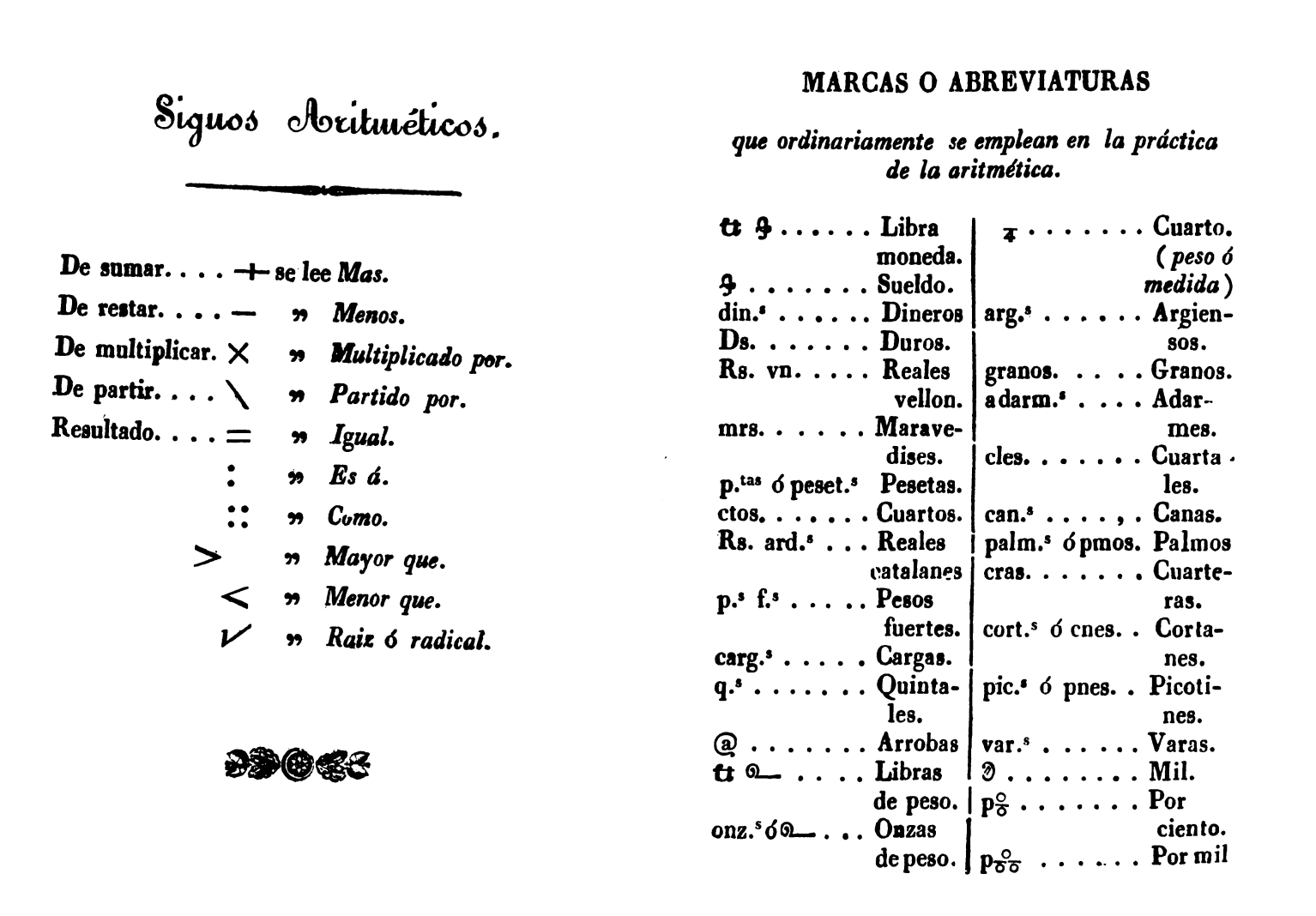
Signos aritméticos y abreviaturas

La barra inversa invertida (\), también conocida como antibarra o contrabarra, es un signo simple utilizado casi exclusivamente en el ámbito informático, donde, frecuentemente, se emplea como separador de los elementos jerarquizados de carpetas y subcarpetas en algunos sistemas operativos.
Otros nombres utilizados para este carácter tipográfico son: barra oblicua invertida, barra invertida, barra revertida, backslash, barra diagonal invertida o diagonal invertida. Su empleo ha experimentado (junto con otros signos como la barra «/» o la arroba «@») un gran crecimiento en las últimas décadas debido a su abundante uso en muchos lenguajes y sistemas operativos como Matlab para generar un salto de línea.
De acuerdo con las recomendaciones sobre ortografía de la Real Academia de la Lengua (RAE), este signo se escribe siempre sin espacio de separación respecto de los elementos que delimita.

## Aplicaciones
En Unix y C se emplea para definir caracteres especiales: \n representa un salto de línea y \t un espacio de tabulación, por ejemplo. En DOS y Microsoft Windows se utiliza para señalar la jerarquía de carpetas subcarpetas y archivos: carpeta\subcarpeta\archivo.abc indica que archivo.abc está dentro de subcarpeta, que a su vez está dentro de carpeta.
En algunos lenguajes de programación informática, la barra inversa representa un operador aritmético que calcula el valor entero del resultado de una división. Es decir, A\B sería igual a la parte entera de A/B (A dividido entre B). Por ejemplo, el resultado de 5\2 = 2, ya que 2 es la parte entera del resultado de dividir 5/2 = 2,5
Los lenguajes de expresión regular lo usaron de la misma manera, cambiando los caracteres literales subsiguientes en metacaracteres y viceversa. Por ejemplo, \ || b busca '|' o 'b', la primera barra se escapa y se busca, la segunda no se escapa y actúa como una "o". Fuera de las cadenas entre comillas, el único uso común de la barra invertida es ignorar ("escapar") una nueva línea inmediatamente después. En este contexto, puede denominarse "línea continua", ya que la línea actual continúa en la siguiente. Algún software reemplaza la barra invertida + nueva línea con un espacio.
Las macros de Tex y LaTeX tienen nombres que comienzan por este carácter: \chapter{título} define el título de un capítulo, por ejemplo. En Octave o MATLAB A\B representa la división izquierda de las matrices, equivalente al producto de la inversa de A por B.
El comando directo para insertar este carácter en MicrosBarra oblicua, barra inclinada o diagonal